# Liste der Monuments historiques in Wissembourg
Die Liste der Monument historique in Wissembourg verzeichnet alle klassifizierten und eingetragenen Monuments historiques in der elsässischen Stadt Weißenburg.

## Liste der Bauwerke
| Bezeichnung                                | Beschreibung | Standort                                 | Kennzeichnung | Schutzstatus   | Datum     | Bild           |
| ------------------------------------------ | --- | ---------------------------------------- | ------------- | -------------- | --------- | -------------- |
| Abteikirche St. Peter und Paul             | Aus den Frühzeiten der Klosterkirche ist nichts mehr vorhanden. Überliefert sind Zerstörungen in den Jahren 985 und 1004. Im Jahr 1074 kam es zu einem Neubau, von dem heute noch der quadratische Turm erhalten ist. Die heutige Kirche wurde unter Abt Edelin Ende des 13. Jahrhunderts begonnen. Die gotische Pfeilerbasilika besitzt ein zwei Querhaus mit je zweijochigen Querhausarmen. Diese enden im Süden in einer ⅝-Apsis mit Vorjoch, im Norden direkt in einer 4/8-Apsis. An das Querhaus schließt sich ein Chor mit zwei Jochen und ⅝-Schluss an. Auf der Vierung sitzt ein oktogonaler Turm. Die Kirche ist im Inneren mit gotischen und neugotischen Kunstwerken ausgestattet. Ein Höhepunkt sind die Fresken und Wandmalereien aus dem 14. bis 16. Jahrhundert. Das Äußere der Kirche ist stark an die Gotik angelehnt. Auffällig ist das Strebewerk mit den einfachen Fialen und die bodentiefen Fenster mit Maßwerk.                                                                    | Avenue de la Sous-Préfecture (Lage)      | PA00085247    | Classé         | 1930      | weitere Bilder |
| Lauterkanal                                | kanalisierter Abschnitt der Lauter, ab 1748 | Rue du Faubourg-de-Bitche (Lage)         | PA67000021    | Inscrit        | 1997      | weitere Bilder |
| Kapelle St. Peter und Paul                 | Die romanische Kapelle schließt sich an die Kirche gleichen Namens an. Der dreischiffige gewölbte Raum besitzt vier Joche, die auf Säulen mit Würfelkapitellen ruhen. Äußerlich ist die kleine Kapelle ein Bruchsteinbau aus Sandstein mit einem Satteldach. | Avenue de la Sous-Préfecture (Lage)      | PA00085243    | Classé         | 1973      | weitere Bilder |
| Schloss Geisberg                           | Schloss Geisberg wurde in den Jahren 1694 bis 1711 von Jean Gaspard de Hatzel als großzügige vierseitige Hofanlage mit Haupthaus und Nebengebäuden nach Plänen des Architekten Rondouin erbaut. An das Haupthaus schloss sich ein barocker Garten mit Umfriedung an. Sowohl 1793 als auch 1870 war das Schloss heftig umkämpft. Während des Zweiten Weltkriegs wurde das Schloss im Mai 1940 durch einen Brand nahezu vollkommen zerstört. Erhalten sind nur Teile des Sockels der Hoffassade, zwei Gartenpavillons und ein Taubenschlag. | Geisberg, rue du Château (Lage)          | PA00085288    | Inscrit        | 1990      | weitere Bilder |
| Burg Saint-Rémy                            | Ehemalige Niederungsburg, ungefähr trapezförmige Anlage mit mindestens drei runden Ecktürmen, Reste eines trapezförmigen Saalbaus. Eine der vier Burgen zur Verteidigung der Abtei von Weißenburg in den vier Himmelsrichtungen. | Altenstadt, 15 rue de Lauterbourg (Lage) | PA00085275    | Inscrit        | 1989      | weitere Bilder |
| Dekanat                                    | Das Dekanat wurde 1784 erbaut und ist seit 1825 Sitz der Unterpräfektur. Das Barockgebäude mit Mansarddach besitzt elf Fensterachsen. Die mittleren drei sind in einem Risaliten zusammengefasst. Geschossgesimse und Ecklisenen gliedern das Gebäude. Der Risalit ist mit waagerechten Sandsteinbändern verkleidet. Über dem hohen Portal mit flankierenden Okuli sitzen drei Fenstertüren mit französischen Balkonen. Über einem weit auskragenden Traufgesims setzt sich der Risalit bis in das Dach fort. Vier Vasen bekrönen den Bau hier. | 10 rue du Chapitre (Lage)                | PA00132524    | Inscrit        | 1994      | weitere Bilder |
| Dominikanerkirche                          | Die Kirche gehörte zu einem Kloster, das 1288 von den Fleckensteinern und anderen Adelsfamilien gegründet wurde. In der Reformationszeit wurde es verlassen und diente dann als Spital, später als Lagerhalle, Pferdestall und Kaserne. Seit 1980 ist es Kulturzentrum. Von der ursprünglich gotischen Kirche ist nur das Mittelschiff mit dem dreiseitigen Chor erhalten. Einige Fenster mit Maßwerk und Spitzbögen im Inneren sind ebenfalls erhalten. Andere Fenster wurden vermauert, neue geschaffen. Strebepfeiler stützen das Mauerwerk des Putzbaus. | Rue des Dominicains (Lage)               | PA00085245    | Inscrit        | 1982      | weitere Bilder |
| Kirche St. Johannes der Täufer             | Das genau Erbauungsdatum der Kirche mit Krüppelwalmdach ist unbekannt. Erstmals erwähnt wird sie im 8. Jahrhundert. Noch aus staufischer Zeit stammen Vierung und der quadratische Turm mit Pyramidendach. Nach Einführung der Reformation war die Kirche ab 1523 evangelische Pfarrkirche. An das Kirchenschiff schließt sich ein kurzes Querhaus an. Auf diesen folgt ein Chor mit ⅝-Schluss. Im Süden hat man im 14. Jahrhundert an den Chor einen weiteren Chor und eine Stanislauskapelle angebaut, im Norden wurde eine Sakristei ergänzt. Die flach gedeckte Kirche besitzt nach Norden ein Seitenschiff. Fünf Arkaden auf oktogonalen Pfeilern trennen Seiten- und Mittelschiff. Das Südportal mit Vorhalle stammt aus dem 16. Jahrhundert. Zur Ausstattung gehören reiche Wandmalereien aus dem 14. Jahrhundert und eine Lutherbüste aus dem 19. Jahrhundert. Ein bronzener Löwenkopf mit Ring diente ursprünglich als Türklopfer zur Sakristei und ist heute im städtischen Museum ausgestellt. | Place Saint-Jean (Lage)                  | PA00085246    | Classé         | 1898      | weitere Bilder |
| Kirche St. Ulrich                          | Die römisch-katholische Basilika mit flacher Holzbalkendecke wurde im 7. Jahrhundert im romanischen Stil erbaut. An den Chor mit Gewölbe schließt sich eine halbrunde Apsis im Zentrum an, daneben sitzt im Norden eine kleinere gotische Apsis mit ⅝-Schluss, im Süden eine rechteckige Sakristei. Der Westturm bildet im Tonnengewölbten Erdgeschoss eine Eingangshalle. | Altenstadt, Rue Principale (Lage)        | PA00085244    | Classé         | 1898      | weitere Bilder |
| Befestigungsanlagen                        | Grundstein für die Stadt Weißenburg war das Benediktinerkloster, das 631 gegründet wurde. Die Stadt selbst wurde erstmals 1179 erwähnt und hatte ab 1251 eine Stadtbefestigung. Die beiden Vorstädte Bannacker und Bruch wurden 1311 und 1410 ebenfalls befestigt. Ab 1354 gehörte Weißenburg zum Zehnstädtebund, ab 1518 war die Stadt unabhängig vom Kloster. Auch wenn die Befestigungsmauern größtenteils geschleift wurden, sind die Befestigungen von Klosterbezirk, Altstadt und den beiden Vorstädten bis heute sichtbar. Von den Mauern des Klosters ist vor allem ein quadratischer Turm aus dem 14. Jahrhundert erhalten. Auch von der eher einfachen Ummauerung der Altstadt und der Vororte, die zuletzt von Louis de Cormontaigne erneuert wurden, sind im Norden und Südwesten der Stadt Rudimente erhalten. Neben dem halbrunden Hausgenossenturm ist der Pulverturm erhalten. | (Lage)                                   | PA00085248    | Inscrit        | 1933      | weitere Bilder |
| Hôtel Stanislas                            | Der polnische König und Herzog von Lothringen und Bar Stanislaus I. Leszczyński wohnte in dem Hofgut von 1719 bis 1725 und auch seine Tochter Maria Leszczyńska lebte hier bis zu ihrer Heirat mit Ludwig XV. Erbaut worden war das Gut wohl zu Beginn des 18. Jahrhunderts. Die Gebäude des Dreiseithofs gruppieren sich um einen Ehrenhof. Der zweigeschossige Putzbau mit Walmdächern wird durch ein Geschossgesims sowie Ecklisenen gegliedert. Der Haupteingang zum Herrenhaus ist mit einem Barockportal verziert. Die offene Seite des Ehrenhofs wird von einer Mauer mit Gitteraufsatz geschützt. Den Zugang gewährt ein Barockportal mit Vasen und Pilastern. Eine Inschrift im Gebälk (Hospice civil) verrät die spätere Nutzung des Gebäudes als Krankenhaus. | 7 rue Stanislas (Lage)                   | PA00085249    | Classé         | 1929      | weitere Bilder |
| Hôtel du Prêteur Royal Von Neubeck         | Erbaut wurde der Hof zu beginn des 18. Jahrhunderts von der Familie Neubeck. 1804 erwarb es Frédéric Charles Henri Pfender und das Gebäude blieb bis heute in Familienbesitz. Der zweigeschossige Putzbau mit Mansardwalmdach wird von zehn Fensterachsen beleuchtet. In der sechsten sitzt im Erdgeschoss ein Eingang mit barockem Portal. Zwei Pilaster rahmen ein auffälliges Gewände. Darüber sitzt sein rundes Giebelfeld mit Lünettenfenster. | 1 rue Traversière (Lage)                 | PA00085250    | Inscrit        | 1987      | weitere Bilder |
| Rathaus                                    | Das mittelalterliche Rathaus wurde 1677 niedergebrannt. In den Jahren 1741 bis 1752 erbaute die Stadt nach Plänen von Joseph Massol ein neues Gebäude. Der dreigeschossige Sandsteinquaderbau mit Mezzanin wird von einem mächtigen Mittelrisaliten mit Dreiecksgiebel und Turmaufbau beherrscht. Ecklisenen und Geschossgesimse gliedern das Gebäude. Das hohe Erdgeschoss wird von Rundbogenfenstern und Türen erhellt. Im darüber liegenden Geschoss sind diese mit Segmentbögen verziert. Nur im Risalit sind Rundbogen verbaut und reich verziert. Ein ausladender Balkon mit Konsolen und schmiedeeisernem Geländer ist dem Bau hier vorgelagert. Im Dreiecksgiebel halten zwei Putten zwei gekoppelte Wappenfelder. Dahinter erhebt sich ein quadratischer Turm mit Haube und offener Laterne. | Place de la République (Lage)            | PA00085251    | Inscrit Classé | 1929 1932 | weitere Bilder |
| Wohnhaus                                   | Das Gebäude wurde auf einem steinernen Erdgeschoss in Fachwerkbauweise errichtet. Geschnitzte Pfosten und ein fränkischer Erker von 1598 im ersten Obergeschoss verzieren die Front. Im Hof steht ein Treppenturm mit steinerner Spindel an den sich rechtwinklig zum Hauptbau ein Flügel mit Fachwerkobergeschoss anschließt. | 20/22 rue de la Laine (Lage)             | PA00085256    | Classé         | 1929      | weitere Bilder |
| Wohnhaus                                   | um 1832 erbaut, mit älteren Bauteilen | 35 rue de la Laine (Lage)                | PA00085257    | Inscrit        | 1935      | weitere Bilder |
| Wohnhaus                                   | Das giebelständige Wohnhaus mit Krüppelwalmdach wurde Ende des 16. oder Anfang des 17. Jahrhunderts über einem Erdgeschoss aus Stein in Fachwerkbauweise errichtet und an den Gebäudeecken mit reichem Schnitzwerk verziert. Die Obergeschosse kragen jeweils leicht aus. Aufgrund der Nutzung als Geschäft ist die Front des Erdgeschosses verändert worden. | 2 rue Nationale (Lage)                   | PA00085259    | Inscrit        | 1935      | weitere Bilder |
| Wohnhaus                                   | Das giebelständige Wohnhaus wurde für die Region typisch im Erdgeschoss mit Steinen darüber mit Fachwerk errichtet. Unter Denkmalschutz steht das reich verzierte Sandsteinportal mit den Initialen NK und der Jahreszahl 1616. | 27 rue Neuve (Lage)                      | PA00085260    | Inscrit        | 1935      | weitere Bilder |
| Maison Bürgerhof                           | Der Bürgerhof, auch Maison Holzapfel genannt,ist ein viergeschossiges Steinhaus aus Sandstein mit einem kleinen Ecktürmchen. Über dem spitzbogigen Portal hält ein Mann zwei Wappenschilde, bezeichnet ist es mit 1506. Ein auffälliges Traufgesims schließt den Baukörper ab. | 35 rue Nationale (Lage)                  | PA00085258    | Inscrit        | 1935      | weitere Bilder |
| Maison des Chevaliers                      | Erbaut in der zweiten Hälfte des 15. Jahrhunderts, wurde das Gebäude als Gästehaus für hochrangige Gäste genutzt, insbesondere für die Ritter des Rittergerichts. Der giebelständige zweigeschossige Putzbau besitzt zum Hof ein großes Zwerchhaus. Der Schweifgiebel ist mit Voluten verziert und mit auskragenden Gesimsen mit Zahnfriesen gegliedert. Eine reiche Faschenbemalung ziert die Fenster der Giebelseite. Im Giebel ist das untere Fenster mit Pilastern gerahmt, darüber sitzt ein Okulus. Das Haus wurde im Stil der Renaissance errichtet. Die Giebelseite stammt aus dem Jahr 1604, die Malereien wurden erst nachträglich im 19. Jahrhundert aufgebracht und sind von der Renaissance inspiriert. | 1 avenue de la Sous-Préfecture (Lage)    | PA00085287    | Inscrit        | 1990      | weitere Bilder |
| Maison Kobold                              | Das Wohnhaus ist ein zweigeschossiger Putzbau, dessen Obergeschoss in Fachwerkbauweise ausgeführt wurde. Das Renaissanceportal ist mit 1592 bezeichnet. Im Hof des Gebäudes liegt ein Treppenturm, hölzerne Galerien umziehen den Hof im Obergeschoss. Im Inneren sind die hölzernen Kassettendecken der Renaissancezeit erhalten. | 26 rue de l’Étoile (Lage)                | PA00085252    | Classé         | 1929      | weitere Bilder |
| Salzhaus (Altes Spital)                    | Erbaut wurde das Gebäude 1448 als Hospital. Später war es Schlachthaus, bevor es dann zum Salzlager wurde. Das Salzhaus ist ein zweigeschossiger Putzbau mit fünf zu acht Fensterachsen und einem steilen hohen Satteldach. Der Eingang und ein Rundbogenportal mit Zugang zum Hof befinden sich auf der Schmalseite. | 2/2a rue du Marché-aux-Poissons (Lage)   | PA67000023    | Inscrit        | 1998      | weitere Bilder |
| Maison Stern                               | Fachwerkhaus auf massivem Sockelgeschoss, um 1440/50 | 28 rue de l’Étoile (Lage)                | PA67000080    | Inscrit        | 2008      | weitere Bilder |
| Maison des Tanneurs (Zunfthaus der Gerber) | Das Zunfthaus der Gerber entstand 1550. Der dreigeschossige Putzbau mit steilem Satteldach und Eckquaderung besitzt drei Fensterachsen. Im Zentrum des Erdgeschosses sitzt ein spätgotisches Portal mit ersten Anklängen der Renaissance. Auffälligstes Bauelement ist ein rechteckiger Renaissance-Erker an einer Ecke des Gebäudes. Er sitzt auf einer dreiviertelrunden Säule und einer gestuften Konsole. Butzenscheibenfenster erhellen das Innere. Dazwischen sitzen reich verzierte Pilaster, die ein auskragendes Gesims mit einem darüber liegenden Gebälk tragen. Zunftzeichen und Medaillons mit Porträts zieren den Erker. | 63 rue du Faubourg-de-Bitche (Lage)      | PA00085253    | Inscrit        | 1929      | weitere Bilder |
| Maison Vogelsberger                        | Benannt ist das 1540 errichtete Haus nach dem Feldhauptmann Sebastian Vogelsberger, der 1548 wegen Hochverrats in Augsburg hingerichtet wurde. Der dreigeschossige traufständige Putzbau ist durch Geschossgesimse gegliedert. Die hochrechteckigen Fenster der Obergeschosse sind mit einer profilierten Laibung ausgestattet. Die Fenster des Erdgeschosses sind aufwendiger gestaltet. Sie werden von Pilastern gerahmt, die eine auskragende, profilierte Verdachung tragen. Darüber sitzt ein halbrundes Bogenfeld mit Muschelornament. Im Zentrum des Erdgeschosses sitzt ein Rundbogenportal. Der Eingang wird von zwei Pilastern flankiert, die eine auskragende Verdachung tragen. Zwei Wappenfelder und die Jahreszahl 1540 wurden im Portalfeld verewigt. Mit der Verdachung des Portals verkröpft ist die hohlkehlige Konsole des Balkons im ersten Stock. Die Hohlkehle ist ausgemalt mit einem Wappen, das von zwei Landsknechten gehalten wird.                                            | 2 quai Anselmann (Lage)                  | PA00085254    | Inscrit        | 1929      | weitere Bilder |
| Maison Wagenführer                         | Das dreigeschossige Wohnhaus am Ufer der Lauter wurde im Erdgeschoss mit Steinen ausgeführt, die beiden auskragenden Obergeschosse wurden in Sichtfachwerk errichtet. Ein Satteldach deckt den Baukörper. Den Innenhof betritt man über ein mächtiges Rundbogentor. Errichtet wurde das Gebäude 1490. | 5 quai Anselmann (Lage)                  | PA00085255    | Inscrit        | 1938      | weitere Bilder |
| Musée Westercamp mit Brunnen               | Das Maison Westercamp war ursprünglich Zunfthaus der Pfeifer und Winzer. Erbaut wurde das Haus im 14. Jahrhundert und im 15. Jahrhundert neu errichtet oder umgebaut. Der Erker ist mit 1599 bezeichnet und trägt die Initialen F. H. (Feltin Helfrich) und S. S. (Sibilla Spittler). Das Gebäude wurde im Erdgeschoss in massiver Steinbauweise ausgeführt, im ersten Obergeschoss mit Fachwerk errichtet. Den Eingang bildet im Erdgeschoss ein Tor mit Rundbogen. Darüber sitzt ein fränkischer Erker. Außerdem erhebt sich im Dachbereich ein Zwerchhaus. 1913 wurde hier mit finanzieller Hilfe des Notars Paul Westercamp ein städtisches Museum eingerichtet. | 3 rue du Musée (Lage)                    | PA00085261    | Inscrit        | 1935      | weitere Bilder |
| Obelisk des Königs von Rom                 | Der Obelisk wurde auf Veranlassung des Präfekten Adrien Lezay-Marnésia zum Gedenken an die Geburt des Königs von Rom am 20. März 1811 errichtet worden. Auf einem Sockel mit quadratischem Grundriss und Dreiecksgiebeln erhebt sich ein fünf Meter hoher Obelisk aus Sandstein. Drei Seiten des Sockels sind mit Inschriften auf Kassetten verziert. Sie lauten: LA VILLE/DE/WISSEMBOURG/1811.2, EXIGUUM/MONUMENTUM/SPES MAGNA/MAGNUS/AMOR und LA VILLE DE WISSEMBOURG/M. ALFRED ZOOG ETANT MAIRE/A FAIT RESTAURER CE MONUMENT/AVEC LE CONCOURS DES AMITIES/INTERNATIONALES NAPOLEONIENNES. Erschaffen haben das Denkmal die städtischen Steinmetze Markgraf und Munzer. | Wuerzenberg, rue du Roi-de-Rome (Lage)   | PA00085262    | Inscrit        | 1986      | weitere Bilder |

## Liste der Objekte
| Bezeichnung                                         | Beschreibung | Standort                                                         | Kennzeichnung | Schutzstatus | Datum     | Bild           |
| --------------------------------------------------- | --- | ---------------------------------------------------------------- | ------------- | ------------ | --------- | -------------- |
| Kreuzreliquiar                                      | Silber, vergoldet, Bergkristall, 1761 | in der Abteikirche St. Peter und Paul (Lage)                     | PM67001479    | Inscrit      | 2001      |                |
| Orgel                                               | Ensemble aus PM67000460 und PM67000459 | in der Abteikirche St. Peter und Paul, auf der Westempore (Lage) | PM67001115    | Classé       | 1975 1973 | weitere Bilder |
| Orgelprospekt                                       | 1757 von Johann Friedrich Alffermann begonnen und 1763 von Louis Dubois fertiggestellt, Schnitzarbeiten von Frantz Jacob Martin aus Weißenburg | in der Abteikirche St. Peter und Paul, auf der Westempore (Lage) | PM67000460    | Classé       | 1975      | weitere Bilder |
| Instrumentalteil der Orgel                          | 1757 von Johann Friedrich Alffermann begonnen und 1763 von Louis Dubois fertiggestellt                                                         | in der Abteikirche St. Peter und Paul, auf der Westempore (Lage) | PM67000459    | Classé       | 1973      | weitere Bilder |
| Ratsche                                             | Holz und Metall, 19. oder 20. Jahrhundert | in der Abteikirche St. Peter und Paul (Lage)                     | PM67001478    | Inscrit      | 2001      |                |
| Sakristeischrank                                    | Eichenholz, Schmiedeeisen, 15. Jahrhundert, im 19. Jahrhundert ergänzt                                                                         | in der Abteikirche St. Peter und Paul (Lage)                     | PM67001395    | Inscrit      | 2001      |                |
| Monstranz                                           | Silber, Edelsteine und Email, zwischen 1777 und 1779                                                                                           | in der Abteikirche St. Peter und Paul (Lage)                     | PM67000457    | Classé       | 1978      |                |
| Taufbecken                                          | Sandstein, 12. Jahrhundert | in der Abteikirche St. Peter und Paul (Lage)                     | PM67000920    | Classé       | 2003      |                |
| Skulptur Madonna mit Kind                           | Holz, farbig gefasst, Metall und Glas, 18. Jahrhundert                                                                                         | in der Abteikirche St. Peter und Paul (Lage)                     | PM67001475    | Inscrit      | 2001      | weitere Bilder |
| Truhe                                               | Holz, Schmiedeeisen, zwischen dem 11. und 13. Jahrhundert                                                                                      | in der Abteikirche St. Peter und Paul (Lage)                     | PM67001477    | Inscrit      | 2001      |                |
| Zwölf Gemälde Apostel                               | Ölfarbe auf Leinwand, 18. Jahrhundert | in der Abteikirche St. Peter und Paul (Lage)                     | PM67001473    | Inscrit      | 2001      |                |
| Skulptur Maria Immaculata                           | Prozessionsfigur; Holz, farbig gefasst und vergoldet, zweite Hälfte des 18. Jahrhunderts                                                       | in der Abteikirche St. Peter und Paul (Lage)                     | PM67001474    | Inscrit      | 2001      |                |
| Kelch und Patene                                    | Silber, vergoldet, 18. Jahrhundert von Johann Georg Pick                                                                                       | in der Abteikirche St. Peter und Paul (Lage)                     | PM67000455    | Classé       | 1978      |                |
| Kelch                                               | Silber, vergoldet, 1725 | in der Abteikirche St. Peter und Paul (Lage)                     | PM67000456    | Classé       | 1978      |                |
| Kelch                                               | Silber, vergoldet, 1744 | in der Abteikirche St. Peter und Paul (Lage)                     | PM67000458    | Classé       | 1978      |                |
| Glocke                                              | Bronze, 1466 | in der Abteikirche St. Peter und Paul (Lage)                     | PM67000461    | Classé       | 1982      |                |
| Uhrwerk                                             | Schmiedeeisen, Bronze, Holz und Sandstein, 17. oder 18. Jahrhundert                                                                            | in der Abteikirche St. Peter und Paul (Lage)                     | PM67001476    | Inscrit      | 2001      |                |
| Chorbänke                                           | Holz, um 1300 | in der Abteikirche St. Peter und Paul (Lage)                     | PM67001394    | Inscrit      | 2001      |                |
| Sakristeischrank                                    | Eichenholz, Schmiedeeisen, 15. Jahrhundert, im 19. Jahrhundert ergänzt                                                                         | in der Abteikirche St. Peter und Paul (Lage)                     | PM67001396    | Inscrit      | 2001      |                |
| Zwei Gemälde: Heiliger Bernhard und Heilige Familie | Ölfarbe auf Leinwand, vergoldete Holzrahmen, Mitte des 18. Jahrhunderts                                                                        | in der Abteikirche St. Peter und Paul (Lage)                     | PM67001472    | Inscrit      | 2001      |                |